# Astyanax stilbe
Astyanax stilbe es una especie de pez de la familia Characidae en el orden de los Characiformes.

## Hábitat
Vive en zonas de clima tropical.

## Distribución geográfica
Se encuentran en Sudamérica: río Amazonas y cuenca del río Atrato.